# Actia deferens
Actia deferens là một loài ruồi trong họ Tachinidae.